# Trận Cao Lương
Trận Cao Lương, hay còn gọi là trận U Châu (U Châu chi chiến) là một trận đánh diễn ra vào đầu thời Bắc Tống, giữa quân Tống và quân Liêu ở bên bờ sông Cao Lương, nay thuộc Hà Bắc (Trung Quốc). Trận đánh này là một phần trong một chuỗi các chiến dịch tranh đoạt vùng Yên Vân thập lục châu giữa hai bên diễn ra trong suốt hai đời vua đầu của nhà Tống là Tống Thái Tổ và Tống Thái Tông. Kết quả của hàng loạt các chiến dịch quân sự này dẫn đến hòa ước Thiền Uyên đời Tống Chân Tông.

### Hoàn cảnh
Năm 960, Tống Thái Tổ cướp ngôi của nhà Hậu Chu, lập ra nhà Tống, sau nhiều năm đã cơ bản thống nhất Trung Nguyên.
Năm 979, Tống Thái Tông đem quân vây diệt Bắc Hán, hoàn toàn thống nhất thiên hạ, bắt đầu để ý đến việc chinh phạt quân Liêu để giành lại 16 châu Yên Vân mà Hậu Tấn Cao Tổ Thạch Kính Đường đã dâng cho người Khiết Đan

### Diễn biến
Đầu năm 979, Tống Thái Tông đích thân mang quân chinh phạt Bắc Hán. Bắc Hán vội nhờ Liêu trợ giúp, nước Liêu mang đại quân đáp ứng. Kết quả ở núi Bạch Mã (nay ở đông bắc huyện Mạnh, tỉnh Sơn Tây), quân Liêu bị quân Tống đánh bại, Đại tướng Da Luật Địch Liệt bị giết ngay trước trận tiền. Quân Liêu thất bại, Bắc Hán cũng bị đe dọa nghiêm trọng. Rất nhanh chóng, Bắc Tống cho quân bao vây đô thành Thái Nguyên. Quốc vương Bắc Hán Lưu Kế Nguyên không chống cự nổi, vào tháng 5 năm ấy, ra khỏi thành xin đầu hàng triều Tống. Như vậy là nhà Tống đã hoàn thành sự nghiệp thống nhất thiên hạ, kết thúc cục diện cát cứ phân tranh kéo dài gần 200 năm từ giữa thời nhà Đường.
Vừa bình định xong Bắc Hán, Tống Thái Tông thừa thắng tiến công Liêu, giành lại 16 châu Yên Vân. Có lẽ các tướng đều cảm thấy binh sĩ liên tục chiến đấu, vô cùng mỏi mệt, lương thực mang theo cũng đã gần hết, không muốn tiếp tục đánh nữa nhưng không dám đề xuất. Trong khi đó, tướng Thôi Hàn đón ý Tống Thái Tông, phụ họa:
– Đánh Liêu là rất hay. Nếu biết thừa thắng tiến công sẽ rất dễ dàng, không thể bỏ lỡ cơ hội này.
Tống Thái Tông nghe thấy vậy nên rất vui, lập tức hạ lệnh xuất quân, mặc dù nhiều mặt chưa được chuẩn bị, quân đội cũng chưa được chỉnh đốn. Vì nước Liêu cũng chưa có sự chuẩn bị trước nên ban đầu, quân Tống đã giành được nhiều thắng lợi, thu lại được Kỳ Câu Quan và Trác Châu, sau đó rất nhanh chóng đánh vào Thành Nam U Châu.
Lúc đó, Nam Viện Đại vương của nước Liêu là Da Luật Tà Chẩn đưa quân ứng chiến. Ông cho một đội kị binh đánh thẳng vào quân Tống đang vây thành, còn mình tự dẫn đại quân đánh tập kích vào sau lưng địch. Quân Tống chiến đấu rất dũng cảm, tiêu diệt được hơn nghìn quân Liêu trong trận đầu. Nhưng đúng vào lúc đó, bị Da Luật Tà Chẩn đánh từ phía sau, quân Tống không còn đường rút. Nhưng Da Luật Tà Chẩn cũng không dám mạo hiểm, bèn đưa quân lui về bờ bắc sông Thanh Sa (nay thuộc huyện Xương Bình, thành phố Bắc Kinh) để hỗ trợ cho U Châu, tiền quân của Tống nhờ đó mà thoát nạn, mặc dù thiệt hại nhiều.
Quân của Da Luật Tà Chẩn vừa rút đi, quân Tống đã quay lại bao vây U Châu, Tống Thái Tông đốc thúc tướng sĩ ngày đêm công thành. Nhưng quân Tống từ Thái Nguyên vừa tới U Châu, tác chiến nhiều ngày, đã vô cùng mỏi mệt, nhuệ khí đã giảm nhiều, lương thực mang theo cũng không còn lại bao nhiêu, viện binh đem theo lương thực khí giới thì chưa đến nơi.
Vào lúc đó, Liêu Cảnh Tông Da Luật Hiền đang đi săn, nghe báo U Châu nguy cấp bèn dừng cuộc săn, triệu tập các đại thần bàn bạc. Trong khi Liêu Cảnh Tông có ý định trả lại U Châu, Đại tướng Da Luật Hưu Ca nói:
– Xin cho thần một đội quân đi cứu viện, nếu không thành công, phải rút khỏi U Châu cũng còn kịp.
Liêu Cảnh Tông chấp nhận thỉnh cầu, cho Da Luật Hưu Ca cùng Da Luật Sa mang theo mười vạn quân Liêu tiến về U Châu.
Da Luật Sa mang một số quân tiến thẳng về U Châu. Quân Tống tập trung lực lượng nghênh chiến. Hai bên giao chiến kịch liệt ở bờ sông Cao Lương (ngoại ô phía tây thành phố Bắc Kinh nay). Ban đầu, kị binh Liêu bất ngờ đột kích bộ binh nặng của Tống nên quân Liêu tạm thời lấy được ưu thế, tuy nhiên quân Tống nhanh chóng triển khai đội hình tác chiến, đồng thời điều thêm cung thủ ở hai bên sườn. Da Luật Sa từ xa tới, người mệt ngựa mỏi, lại thêm số quân không nhiều nên đành thua trận phải rút lui.
Đến tối hôm đó, Da Luật Hưu Ca mang đại quân tới. Để khoa trương thanh thế, Da Luật Hưu Ca lệnh cho mỗi binh sĩ mang theo hai bó đuốc. Từ xa nhìn tới như những con rồng lửa, quân Tống không thể biết quân Liêu nhiều hay ít, vô cùng sợ hãi. Quân của Da Luật Hưu Ca hợp quân với lực lượng đóng tại chỗ do Da Luật Tà Chẩn chỉ huy. Ngày hôm sau, quân Liêu chia làm hai đường tả hữu đánh thẳng vào đại doanh của quân Tống.
Đang lúc hai bên chiến đấu rất quyết liệt, quân Liêu đang cố thủ ở U Châu cũng vừa đánh trống, vừa hò hét xông ra khỏi thành. Quân Tống bị đánh từ phía sau, không chịu nổi, đành thua trận, thương vong tới hơn một vạn người.
Tống Thái Tông thấy tình hình bất ổn, vội vã cho quân lui về phía nam. Tới Trác Châu, trời vừa tối, quân Tống muốn vào thành nghỉ ngơi, đồng thời đóng giữ Trác Châu tránh trở về tay không, nhưng không ngờ quân Liêu đã đuổi tới. Ngựa của Tống Thái Tông  không muốn cất bước, vua đành phải lên xe tiếp tục chạy về phía nam, ra khỏi phần lãnh thổ của nước Liêu mới dám dừng lại thở. Về tới đây, quân Tống trở nên hỗn loạn, phần lớn vật tư và vũ khí đều mất trên đường tháo chạy.
Da Luật Tà Chẩn muốn đuổi cùng giết tận, nhưng không may thay, đến Quan Nam thì Dương Nghiệp phi ngựa ra chặn đứng, đánh cho lui chạy. Con trai thứ của Dương Nghiệp hộ tống Thái Tông về thành, còn Dương Nghiệp cùng con trai Diên Lãng (tức Diên Chiêu) đem hết kỵ binh Dương Gia Tướng ra ẩu đả với năm vạn quân Liêu, đẩy lùi và còn gây thiệt hại nặng nề cho quân Liêu. Quân Liêu không giám truy kích, phải rút, nhưng Tà Chẩn từ đây oán thù Dương Gia Tướng, chỉ muốn báo thù.

### Kết quả
Sau hàng loạt các trận đánh lớn nhỏ, mà đỉnh điểm giao tranh là trận Cao Lương, quân Tống cuối cùng phải nhận lấy thất bại. Kể từ sau trận nàym, một dải biên giới Liêu - Tống rơi vào tình trạng vô cùng căng thẳng trong nhiều năm, cả hai bên đều phải điều một lượng lớn binh sĩ đến phòng thủ.
Về phía quân Tống, ngoài việc các mục tiêu ban đầu khi đánh Liêu đều không đạt được, quân Tống còn bị tổn thất rất nhiều binh sĩ tinh nhuệ cùng một lượng lớn trang bị vật tư. Bản thân Tống Thái Tông cũng bị thương, suýt bị quân Liêu đuổi bắt được nên buộc phải đình chỉ các chiến dịch năm sau. Hàng vạn hộc lương cùng các thiết bị công thành, vũ khí cá nhân bị rơi vào tay quân Liêu. Quân Tống tổn hao chiến phí hơn một trăm vạn lạng bạc.
Về phía quân Liêu, Da Luật Hưu Ca tuy thắng lợi nhưng do bị thương trong chiến trận, không thể lên ngựa, đành phải ngồi trên xe. Khi tới Trác Châu, thấy Tống Thái Tông đã chạy xa, mới dừng lại. Quân Liêu thành công trong việc thu lại được một phần đất đã bị quân Tống chiếm đóng, nhưng cũng không thể tiến xa hơn về phía nam.